# 北方群岛市

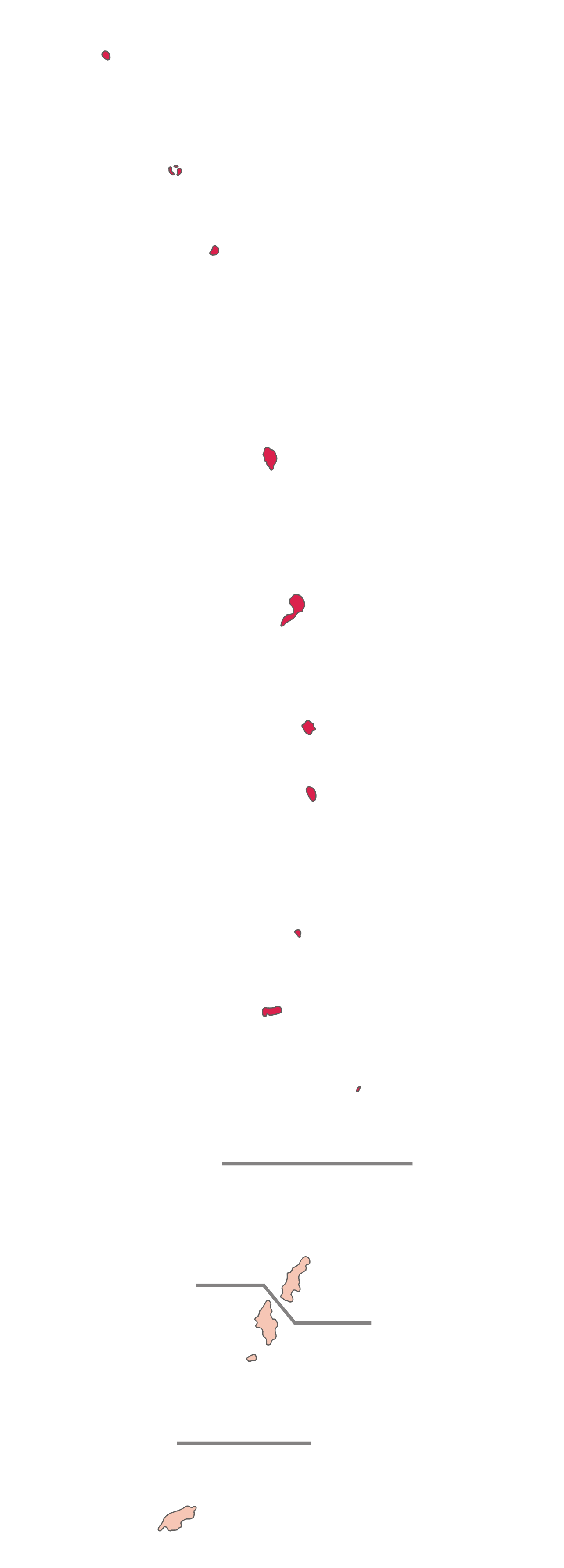
北马里亚纳群岛行政区划图，北方群岛市以红色标示。

北方群岛市（英語：Northern Islands Municipality）是北马里亚纳群岛的4个主要行政区划之一。该市由北马里亚纳群岛中最北端的一长串岛屿组成，包括（从北到南）：帕哈罗斯岩岛、毛格群岛、亚松森岛、阿格里汉岛、帕甘岛、阿拉马甘岛、古关岛、齐兰迪亚礁、萨里甘岛、安纳塔汉岛和梅迪尼利亚岛。这些岛屿（包括离岸小岛和岩礁）的总陆地面积为154.755平方公里。

## 人口
根据2010年人口普查数据，该市被报告为无人居住。帕甘岛和阿格里汉岛仍有人季节性居住。由于经济、教育或其他需求，北方群岛市的许多居民在塞班岛拥有第二住所。一些岛屿的居民也因火山活动而被疏散，例如安纳塔汉岛（2003年）和帕甘岛（20世纪80年代初）。
市长办公室和市政管理机构原设在帕甘岛的肖穆雄村，如今已“流亡”至塞班岛。2005年，该市共有99张选票投出。在北马里亚纳群岛众议院选举中，北方群岛市的选民被划归塞班岛的一个选区。

## 经济
农业和渔业几乎是唯一的经济活动，不过在帕甘岛，1980年代初的火山喷发之后，浮石粉开采曾发展为一个小型产业。

## 教育
在1981年火山喷发前，北马里亚纳群岛联邦公立学校系统曾在帕甘岛设有一所小学。1977年，该校有13名学生。帕甘岛的学生如果要上中学，需前往塞班岛就读。